# Felice Romani

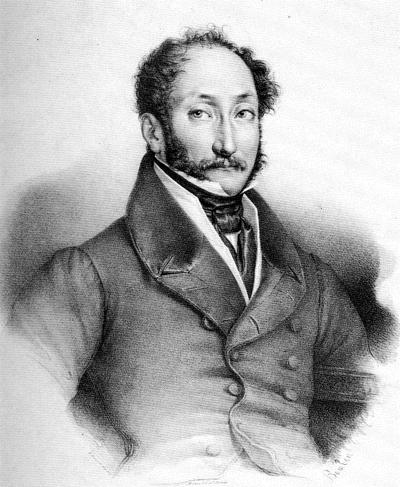
Felice Romani

Felice Romani (* 31. Januar 1788 in Genua; † 28. Januar 1865 in Moneglia) war ein italienischer Autor und Librettist zahlreicher Opern.

## Leben
Nach seinem Studium an der Universität von Genua unternahm er ausgedehnte Reisen durch mehrere europäische Länder, u. a. durch Spanien, Griechenland, Deutschland und Frankreich. Danach ließ er sich in Mailand nieder und wurde der Hauptlibrettist am dortigen Teatro alla Scala. Er band sich aber nicht ausschließlich an diese Bühne. Im Vergleich zu seinen vielen mittelmäßigen zeitgenössischen Texterkollegen erwiesen sich seine Bücher qualitätsmäßig als überlegen. Heute wird er deshalb zu Recht als der bedeutendste italienische Opernlibrettist seiner Zeit eingestuft. Komponisten, mit denen er häufig zusammenarbeitete, waren Gioachino Rossini, Gaetano Donizetti, Vincenzo Bellini, Ramon Carnicer und Simon Mayr. Neben den fast 100 Libretti schrieb er auch Gedichte und übersetzte französische Literatur in seine Muttersprache.

## Libretti (Auswahl)
- Il turco in Italia (Der Türke in Italien). Opera buffa in 2 Akten. Musik: Gioachino Rossini. UA: 14. August 1814, Mailand (Teatro alla Scala).
- I due Figaro (Die beiden Figaro). Melodramma buffo in 2 Akten. Musik: Michele Carafa. UA: 6. Juni 1820, Mailand (Teatro alla Scala).
- Margherita d’Anjou (Margarethe von Anjou). Melodramma semiserio. Musik: Giacomo Meyerbeer. UA: 1820.
- L’esule di Granata. Melodramma serio. Musik: Giacomo Meyerbeer. UA: 1822.
- Anna Bolena (Anne Boleyn). Tragedia lirica (Oper) in 2 Akten. Musik: Gaetano Donizetti. UA: 26. Dezember 1830, Mailand (Teatro Carcano).
- Norma. Opera lirica in 2 Akten. Musik: Vincenzo Bellini. UA: 26. Dezember 1831, Mailand (Teatro alla Scala).
- La sonnambula (Die Nachtwandlerin). Melodramma in 2 Akten. Musik: Vincenzo Bellini. UA: 6. März 1831, Mailand (Teatro Carcano).
- L’elisir d’amore (Der Liebestrank). Opera buffa in 2 Akten. Musik: Gaetano Donizetti. UA: 12. Mai 1832, Mailand (Teatro della Canobbiana).
- Beatrice di Tenda. Melodramma in 2 Akten. Musik: Vincenzo Bellini. UA: 16. März 1833, Venedig (Teatro La Fenice).
- Lucrezia Borgia. Oper in einem Prolog und 2 Akten (5 Bildern). Musik: Gaetano Donizetti. UA: 26. Dezember 1833, Mailand (Teatro alla Scala).
- Un giorno di regno (König für einen Tag). Melodramma giocoso in 2 Akten. Musik: Giuseppe Verdi. UA: 5. September 1840, Mailand (Teatro alla Scala).
- Francesca da Rimini. Dramma per musica in 2 Akten. Musik: Saverio Mercadante. UA: 30. Juli 2016, Martina Franca (Festival della Valle d’Itria / Palazzo Ducale)